# Bitva u Thapsu
Bitva u Thapsu byla vojenské střetnutí, které se odehrálo 6. dubna roku 46 př. n. l. poblíž Thapsu (v dnešním Tunisku). Síly optimátů, které vedl Quintus Caecilius Metellus Scipio, byly poraženy silami Julia Caesara. Krátce po této porážce následovaly sebevraždy Scipia a jeho spojence Cata mladšího, numidského krále Juby a jeho římského vrstevníka Marca Petreia.

## Předehra
Když Pompeius podlehl Caesarovi v bitvě u Farsálu, spasil svůj život útěkem. Nejprve chtěl utéct k Parthům, jeho přátelé mu ale poradili, aby utekl do Egypta. Caesar mezitím postupoval z Thesálie přímo do Egypta. Když se místní vládce doslechl o Pompeiovi, radši ho nechal popravit a jeho hlavu nabídl Caesarovi. Caesar toto nepřijal moc rád, neboť Pompeius býval jeho přítel a spojenec. Proto faraona sesadil a Pompeiova vraha popravil. Caesar se poté vypravil do severní Afriky, kde se stále nacházelo mnoho Pompeiových spojenců. Ty chtěl Caesar porazit co nejdříve, protože se nechtěl v Africe moc zdržovat. Ze začátku se konflikt vyvíjel v podobě malých potyček, ty ale začátkem roku 46 př. n. l. vyvrcholily rozhodující bitvou v okolí přístavu Thapsus. Přístav se nacházel na úzkém pruhu země vybíhající do Středozemního moře.

## Bitva
V Thapsu se nacházela velká část loďstva Caesarových nepřátel. Proto se Caesar odvážně přesunul k městu. Pompeiovi příznivci věděli, o co jde, a uvědomili si, že mohou Caesara celkem snadno obklíčit, stačilo jen přehradit obě šíje, jediné přístupové cesty k Thapsu. Tento nápad dostal velitel Caesarových nepřátel Scipio. K jeho provedení disponoval řadou římských legií, celým vojskem numidského krále Juby a oddíly maurských jezdců. Caesar si ovšem včas uvědomil, že strká hlavu do oprátky, a podařilo se mu obsadit vstupní prostory na obou šíjích. Přesto nebyla jeho situace nijak zvlášť příznivá. Severněji postavenou šíji obsadil sám Scipio nedaleko Thapsu, kde rozmístil svou armádu směrem sever – jih. Toto postavení bylo navíc posíleno o oddíl válečných slonů. Za svým postavením si nechal vybudovat tábor. Na jižní šíji byly tábory dva, jeden římský, druhý pro Iubovy domorodce. Caesar proto musel své síly rozdělit. Rozhodl se zaútočit na Scipiona a na Iubově straně se hodlal pouze bránit. Na bránící straně rozmístil necelé dvě legie pod vedením legáta Asprenata. Věděl, že Scipio by rád jeho prostor zúžil. Také věděl, že jedinou jeho šanci bude rychlé prolomení obklíčení. Rozhodl se proto, že zaútočí jako první. Rychle nechal své muže nastoupit k bitvě, a Scipio výzvu přijal. Ovšem těsně před bitvou se Caesarovi stalo něco, co mohlo jeho naděje ukončit. Příslušníci deváté a desáté legie mu odmítli poslušnost. Donutili dokonce trubače záměrně zatroubit k útoku. Ostatní Caesarovy oddíly se domnívaly, že bitva začala, a vrhly se do útoku. Maurská jízda, která jim stála v cestě, se rozprchla. Scipionovi váleční sloni nebyli dostatečně vycvičení k bitvě, vyděsil je velký rámus, a tak se obrátili a začali prchat skrze Scipionovy řady. Ti, kteří měli to štěstí a sloni je nerozdupali, se nestačili znovu zformovat a do vzniklých mezer vpadly Caesarovy oddíly. Celá Scipionova armáda se tak obrátila na útěk. Protože úprk poražených byl naprosto bezhlavý, došlo k těžkým ztrátám. Scipionovi se ještě podařilo nasměrovat několik oddílů směrem k táborům krále Iuby. Ale ani tenhle manévr se nevydařil, neboť je pronásledovala jen polovina Caesarových vojáků, zatímco druhá se spolu s Caesarem spojila s Asprenatem, který měl chránit Caesarův týl. Společně zaútočili na Iubův tábor a celkem snadno ho dobyli. Scipionovi vojáci, kteří právě mířili k Iubově táboru, zjistili, že už ho ovládá Caesar. Zcela vyčerpáni se pokusili uprchnout jinam, Caesarovci je však dostihli u výšiny poblíž mořského břehu. Tam Caesarovy legie dokončily dílo zkázy, neboť nad nimi jejich velitel opět ztratil vládu.

## Důsledek
Tato bitva je spíše než ukázkou Caesarových vojenských kvalit ukázka bojových schopností a vysoké morálky jeho vojáků. Důvod jejich vysokého nasazení není známý, nejspíše chtěli co nejdříve ukončit válku nebo získat velkou kořist. Přímo v bitvě nebo krátce po ní zemřel jak Scipio, tak Iuba a Cato mladší. Ani to ale neznamenalo konec republikánských nadějí. Aby Caesar dosáhl svého triumfu, musel ještě porazit poslední vojsko u Mundy. Po ní občanská válka definitivně skončila.